# Kui Xing

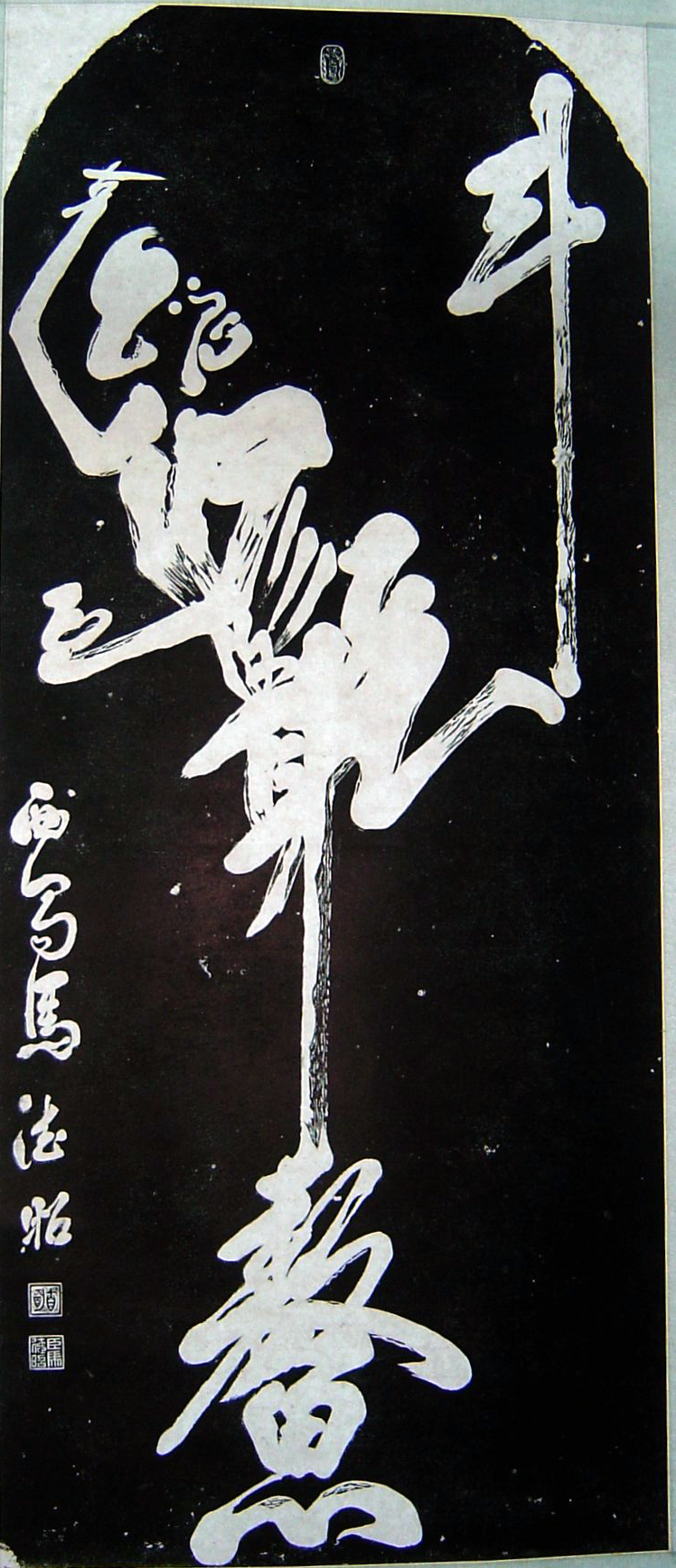
Décalque sur une stèle, représentant Kui Xing (avec la tortue 鰲ao et une cuillère symbolisant une étoile de la Grande Casserole), à la Forêt des stèles de Xi'an.

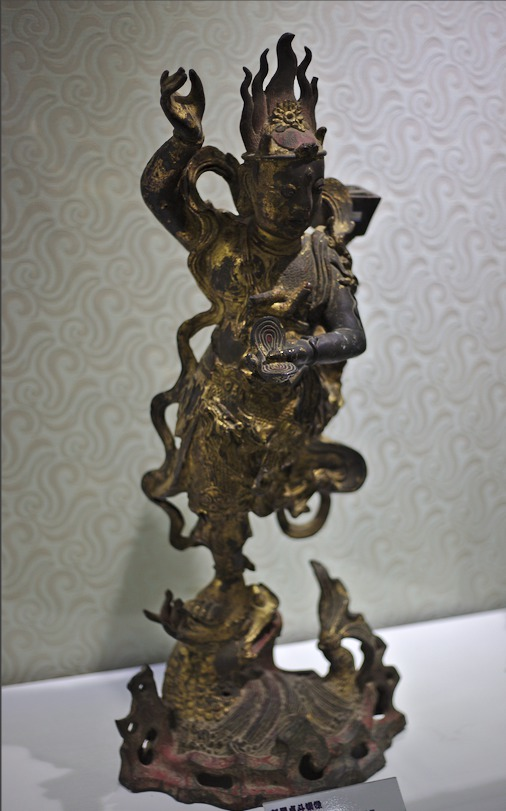
Statue en bronze de Kui Xing, fin de la dynastie Ming.

Kui Xing (en chinois 魁星 ; en pinyin kuí xīng ; en Wade-Giles : K'uei Hsing), à l'origine appelé 奎星 (kuí xīng), également connu sous le nom de 大 魁 夫子 "Grand Maître Kui" ou 大 魁星 君 "Grand Kui le Seigneur Stellaire", est un personnage de la mythologie chinoise, dieu des examens, et associé ou serviteur du dieu de la littérature, Wen Chang .
Le nom «Kui Xing» signifie littéralement «chef (s) stellaire(s)», et se référait anciennement à la   «cuillère» de la Grande Casserole : le Chun Qiu Yun Dou Shu définit le «Kui Xing» comme «les quatre étoiles dans la première section de la louche». La «poignée» était appelée 杓shao (louche ou cuillère) . Le nom original de Kui Xing, 奎星, est le nom original de l'étoile de la Grande Casserole située le plus loin de la «poignée» - l'étoile Dubhe .

## Selon les croyances populaires

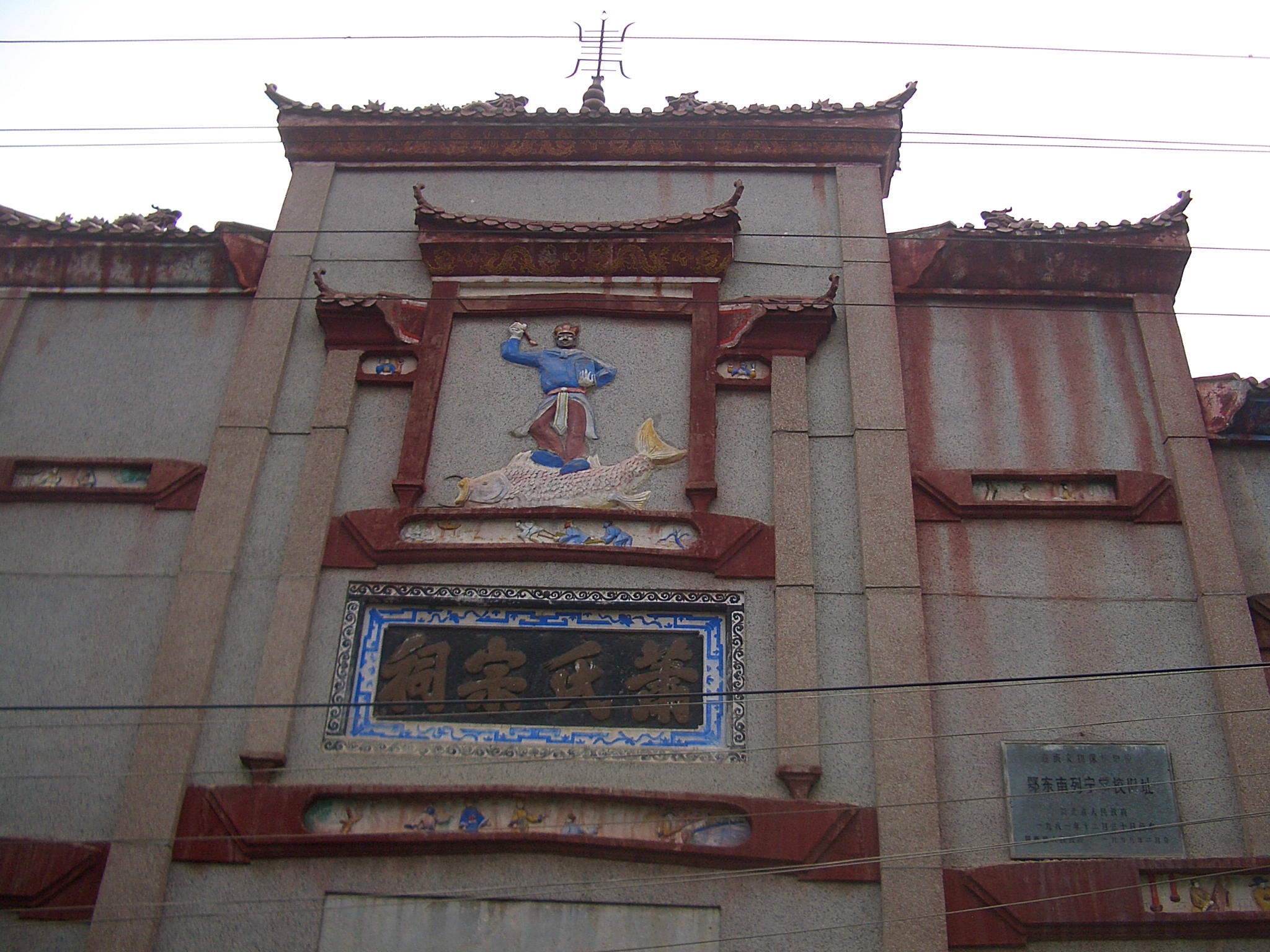
Kui Xing, tenant une louche et debout sur une tortue ao (représentée comme un poisson), sur le temple de la famille Xiao à Xinwupu, Xian de Yangxin, Hubei

### Origine
Dans la tradition taoïste, Kui Xing est "courbé et bossu, comme s'il était un véritable personnage de calligraphie". Il est considéré comme un saint de la fortune humaine, en particulier en ce qui concerne les examens impériaux. Gu Yan-Wu, savant de la fin de la dynastie Ming (souvent appelé Gu Ting-Lin), écrit à propos de Kui Xing dans son Archive de la Connaissance Historique : «La date du début de la vénération de Kui Xing par le peuple moderne est inconnue. Puisque Kui (奎) était considéré comme le maître de la composition, le peuple créa des sanctuaires pour le vénérer. Ne pouvant sculpter une image de l'étoile (奎), son nom fut donc changé en 魁 [personnage homophonique]. A nouveau incapable de construire directement une image de 魁, le personnage fut divisé en ses radicaux constitutifs [鬼Gui - fantôme ou esprit et 斗Dou - louche ] et illustré comme tel. " La déclaration de Gu suggère que le changement de nom était une mesure créative conçue pour faciliter la vénération de Kui Xing.

### Apparence
L'apparence de Kui Xing se développe : il est représenté le pied droit debout sur une tortue géante 鰲 (ao), en référence à un dicton traditionnel, 獨佔鰲頭, "se tenir seul sur la tête de l' ao ", signifiant venir en premier aux examens), son pied gauche supporte une louche, sa main tient un pinceau et son corps est  plein de vigueur et de vie. La calligraphie stylisée des adages confucéens compose souvent son torse.
Les artistes représentent également l' ao comme un poisson géant (voir l'image d'un temple à Xinwupu, Hubei), ou comme une tortue d'aspect réaliste (par exemple, la statue près de Bijiacheng - le "mur de repos de brosse" - à Changde, Hunan ).

### Mythe
Selon la légende, Kui Xing passe un examen impérial qu'il réussit brillamment. Cependant, l'empereur ne lui donne pas les honneurs qui lui sont dus, à cause de sa laideur. Kui Xing tente alors de se suicider : d'après une version du mythe, il meurt, d'après une autre, il est sauvé par un ao (poisson géant ou tortue géante).

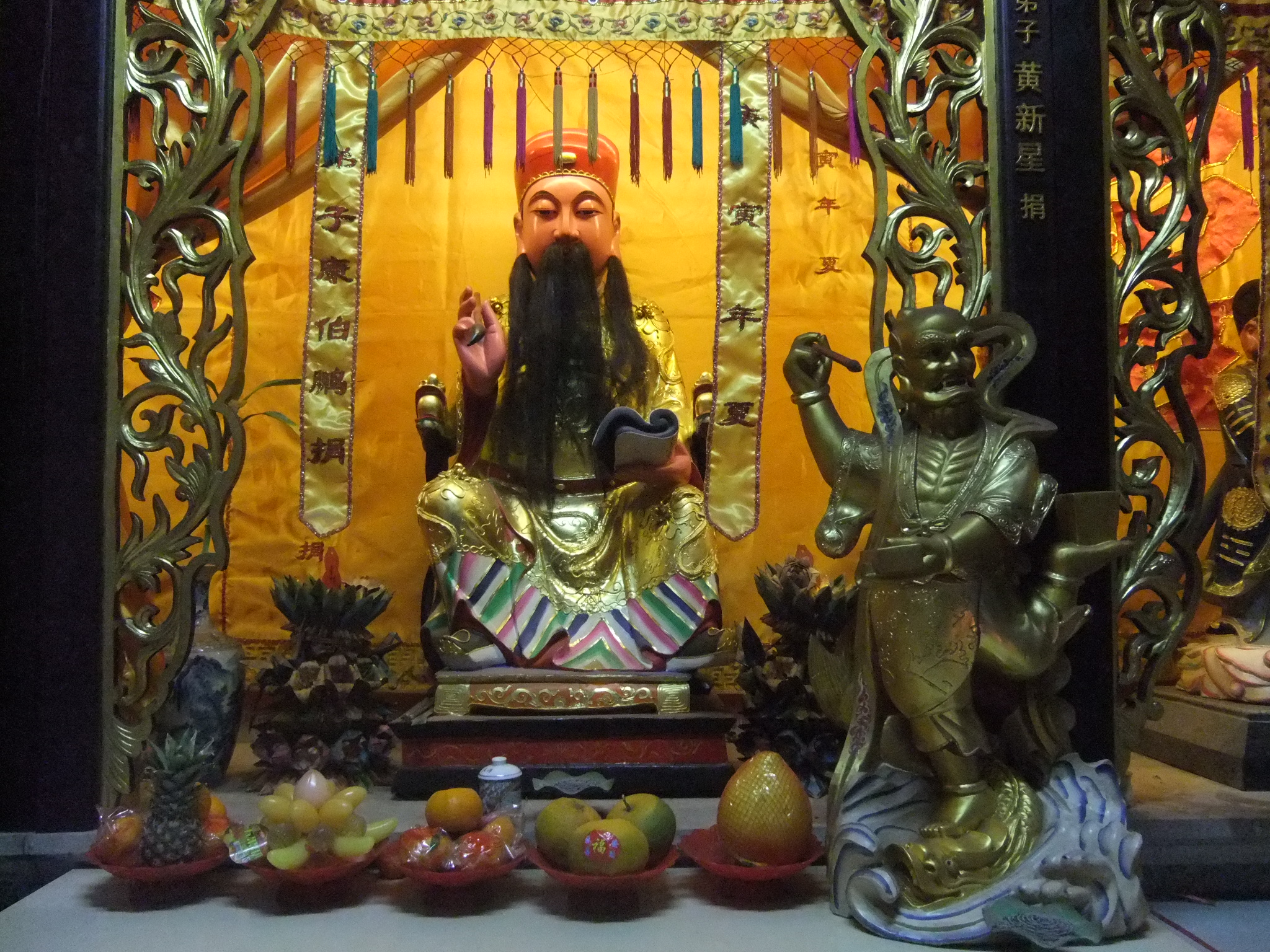
Kui Xing (debout à droite du spectateur, sur un Ao sous forme de poisson), dans un temple de Quanzhou dédié à Tu Di Gong.

Jusqu'en 1905, date où les examens impériaux disparaissent, les étudiants qui les préparent adorent Kui Xing, notamment par des images et des inscriptions.